# Lori sumbawský
Lori sumbawský (Trichoglossus forsteni) je druh papouška z rodu lori. Dříve byl považován za poddruh známějšího druhu lori mnohobarvý.
Žije zpravidla v párech či menších skupinách.
Je ohrožován lovem pro obchod, jelikož je oblíbeným domácím mazlíčkem. Jeho stavy se snižují.
Hnízdí ve vysoko položených dutinách stromů. Snáší jedno až tři vejce, která jsou inkubována po dobu 24 až 27 dní.
Dosahuje délky kolem 24 cm u poddruhu lori balijský (T. f. mitschellii), resp. 26 až 27 cm u nominátního poddruhu. Ocas přitom z tohoto údaje zabírá přibližně 10 cm. Váha se pohybuje od 95 do 130 g, s tím, že u lori balijského se opět pohybuje spíše u spodní hranice, naopak T. forsteni forsteni zpravidla váží více než 110 g.
Žije v nížinách, ale vyskytuje se i v horských polohách do 1200 m n. m. Jeho domovem jsou tropické lesy i plantáže.
Živí se nektarem, pylem, ovocnými šťávami.
Je řazen mezi zranitelné taxony.

## Poddruhy
Jsou rozlišovány čtyři poddruhy:
- Trichoglossus forsteni forsteni – výskyt: ostrov Sumbawa
- Trichoglossus forsteni mitchellii (lori balijský) – výskyt: ostrov Lombok, na Bali již pravděpodobně vyhynul[5]
- Trichoglossus forsteni stresemanni – výskyt: ostrov Pulau Kalao
- Trichoglossus forsteni djampeanus – výskyt: ostrov Pulau Tana Jampea

## Chov v zoo
Poddruh Trichoglossus forsteni forsteni byl v květnu 2020 chován jen v osmi evropských zoo včetně dvou českých: Zoo Plzeň a Zoo Praha.
Na Slovensku je chován v  Zoo Košice
Poddruh lori balijský (Trichoglossus forsteni mitchellii) byl v květnu 2020 rovněž chován velmi vzácně: jen v 11 evropských zoo. Opět mezi nimi nechyběly Zoo Plzeň a Zoo Praha.
Jiné poddruhy v Evropě chovány nejsou, chovají je však v areálu Loro Parque na Tenerife.

### Chov v Zoo Praha

#### Lori sumbawský (Trichoglossus forsteni forsteni)
Tento poddruh je v Zoo Praha chován od roku 2014. V průběhu roku 2018 bylo odchováno pět mláďat. Na konci roku 2018 po přesunech mezi institucemi chovala čtyři jedince. V roce 2019 se vylíhla také řada dalších mláďat: jedno v lednu, jedno v květnu, dvě v červenci a dvě v prosinci. Dvě mláďata přišla na svět také v březnu 2020 a další dvě následovala v květnu téhož roku.
K vidění je v rámci expozičního celku Papouščí stezka v horní části zoo.
Zoo Praha vede evropský monitoring chovu v rámci Evropské asociace zoologických zahrad a akvárií (EAZA).

#### Lori balijský (Trichoglossus forsteni mitchellii)
Lori balijský je v Zoo Praha chován od roku 2013, kdy byla získána zvířata ze soukromého chovu. V průběhu roku 2018 odchovala Zoo Praha čtyři mláďata. Na konci roku 2018 chovala šest jedinců. V květnu 2020 se vylíhlo mládě.